# Christian Zell
Christian Zell (né vers 1683; enterré à Hambourg le 13 avril 1763 supposément à 79 ans et demi) fut un maître facteur de clavecins hambourgeois actif au début du XVIIIe siècle.
Sa formation n'est pas connue. Il fut reçu comme citoyen de Hambourg le 14 août 1722, et épousa la veuve de Carl Conrad Fleischer, dynastie locale de facteurs de clavecins - mais ne semble pas avoir fait son apprentissage chez eux.
Trois instruments de sa facture subsistent aujourd'hui, datés respectivement de 1728 (à Hambourg, Museum für Kunst und Gewerbe ), 1737 (à Barcelone, Museu de la Música ), et 1741 (à Aurich, Ostfriesische Landschaft), qui témoignent de sa maîtrise. Leur forme, avec queue arrondie et convexe prolongeant l'éclisse courbe, est caractéristique de la facture hambourgeoise. L'exemplaire de Hambourg (deux claviers, 3 jeux de cordes) est considéré comme un des plus beaux de cette école, tant sur le plan musical que sur celui de l'esthétique.

Les 3 clavecins de Christian Zell
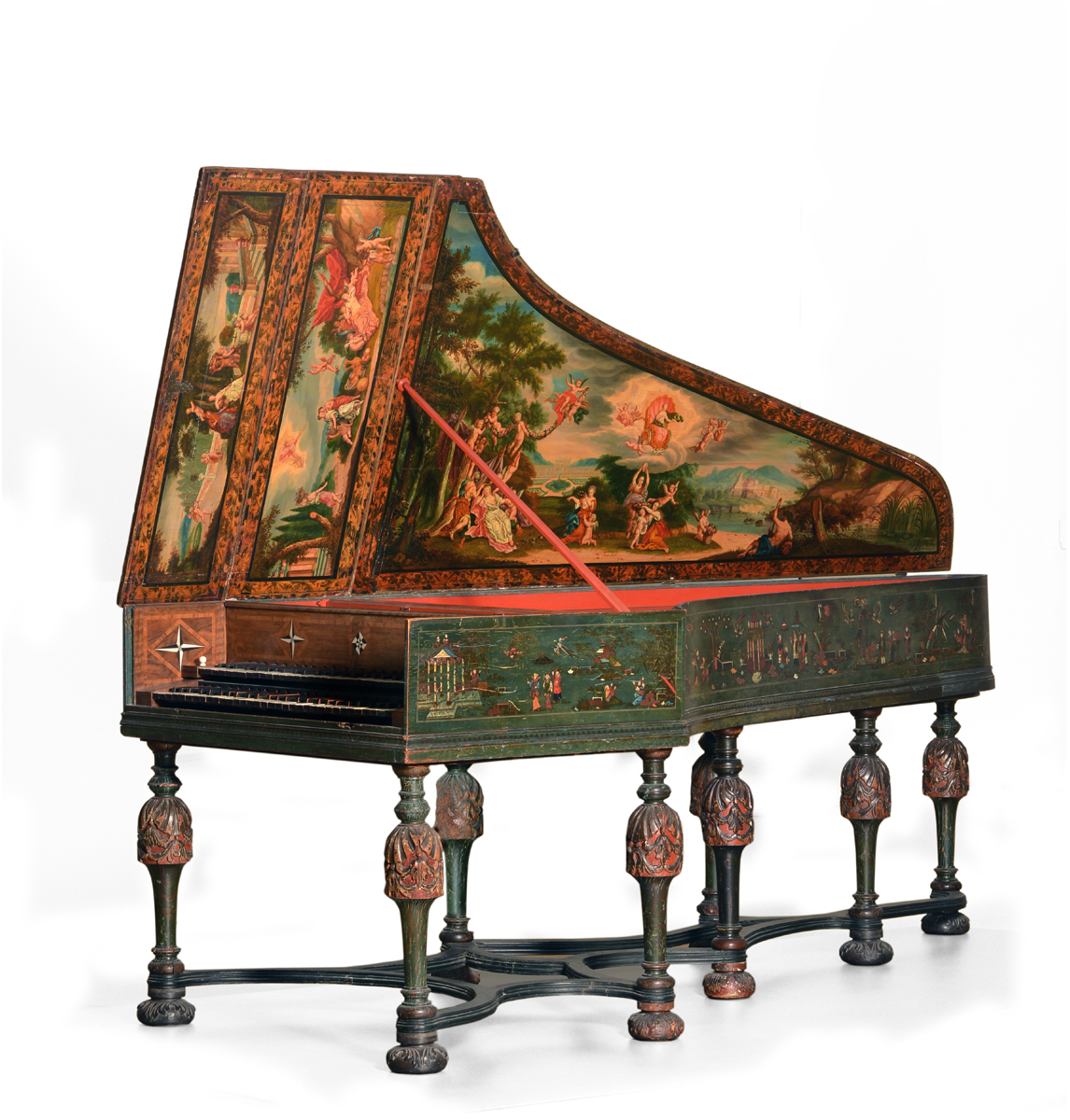
Clavecin de 1728 (Hambourg)
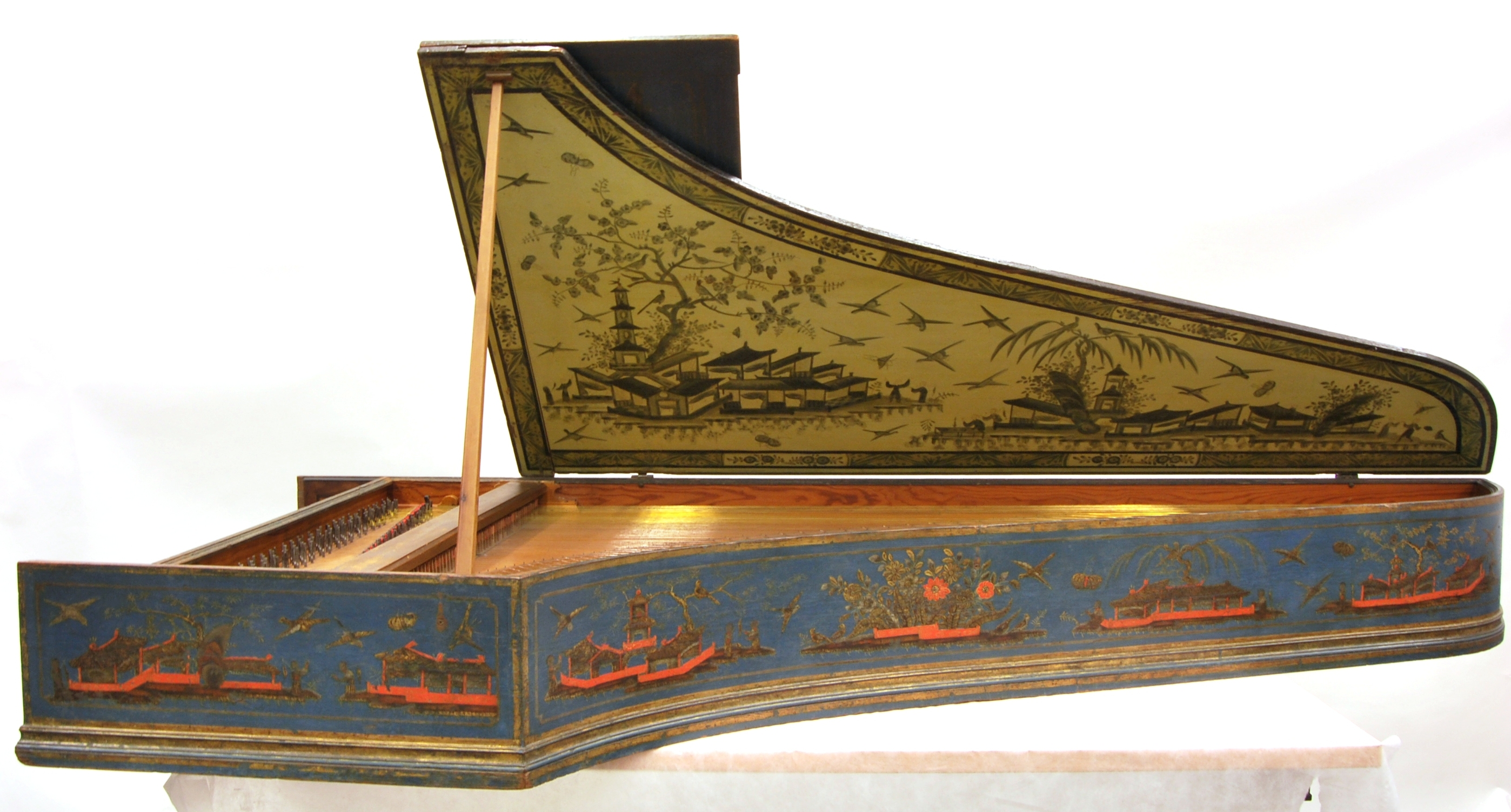
Clavecin de 1737 (Barcelone)
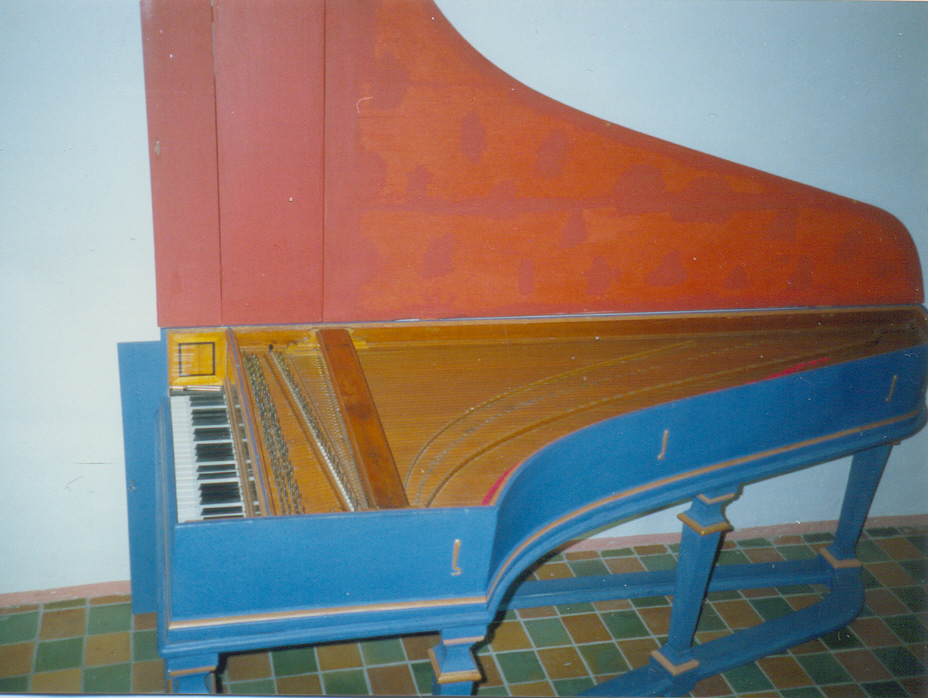
Clavecin de 1741 (Weener)